# Adel Fekih
Adel Fekih, né le 21 avril 1972 à Tunis, est un homme politique et diplomate tunisien.

## Biographie
Originaire de Téboulba, il est le fils d'un fonctionnaire des Nations unies en poste dans plusieurs pays africains. Après un baccalauréat en sciences obtenu en juin 1990, il étudie à l'université de l'Ohio durant cinq ans ; il y obtient un bachelor en génie industriel en 1994 puis un master en économie agricole en 1995. En 2009, il obtient un MBA de l'École supérieure de commerce de Paris.
Il rejoint le bureau de mise à niveau au ministère tunisien de l'Industrie avant d'exercer des responsabilités dans différentes compagnies. En 2008, il décide de fonder une société spécialisée dans le paiement par téléphone mobile.
Après la révolution de 2011, il rejoint le parti Ettakatol où il est chargé de structurer son déploiement à l'international en vue de l'élection de l'assemblée constituante. Membre du bureau politique et porte-parole du parti, il est nommé ambassadeur de Tunisie en France le 5 juillet 2012, succédant ainsi à Mohamed Raouf Najar. Il remet ses lettres de créance au président François Hollande le 11 juillet.
Il est remplacé par Mohamed Ali Chihi le 1er septembre 2014.
En avril 2015, il rejoint Airbus comme vice-président au sein de son groupe régional chargé de l'Afrique et du Moyen-Orient, basé à Dubaï. Il est évincé en 2023.

## Vie privée
Adel Fekih est marié et père de deux enfants.